# Maomé ibne Arafa
Maomé ibne Arafa (em árabe: محمد بن عرفة; romaniz.: Mohammed ibn Arafa; Fez, 1886 — Nice, 17 de julho de 1976) foi um membro da família real de Marrocos que foi colocado brevemente no trono daquele país entre 1953 e 1955 pelos franceses, que então governavam de facto o país no âmbito do Protetorado Francês em Marrocos. Era primo de Maomé ibne Iúçufe que reinou com o título de Maomé V (1927–1953 e 1955–1957) e rei (1957–1961) — o pai de ibne Arafa era irmão do avô de Maomé V, Haçane ibne Maomé.

## Biografia
O pai de ben Arafa tinha um cargo militar de elevada importância, devido a ter conquistado o Rife. A família vivia em Fez, que então era o centro político do chamado Império Xerifiano. O filho não seguiu as pisadas do pai e, graças à enorme fortuna familiar, dedicou-se sobretudo aos estudos religiosos na Universidade al Quaraouiyine de Fez. Até entrar na cena política, ben Arafa repartia o seu tempo entre a espiritualidade e a gestão das extensas propriedades agrícolas deixadas pelo pai, desde o seu palácio na almedina de Fez.
No início da década de 1950, o general Augustin Guillaume, residente geral (título dado ao governador colonial do protetorado) em Marrocos desde 1951, em conflito aberto com Maomé V, que apoiava as reivindicações independentistas do partido nacionalista Istiqlal, organizou uma campanha com os colonos franceses e algumas autoridades marroquinas, nomeadamente o paxá de Marraquexe, Thami el Glaoui (notório inimigo Maomé V) e o ulemá de Fez, com a finalidade de destronar o sultão. Guillaume e el Glaoui encontraram-se com ibne Arafa e propõem-lhe que substitua o primo no trono. Maomé V começava a tornar-se um símbolo da independência incómodo para a administração colonial, o que levou a considerar a sua substituição por alguém mais cooperante e ibne Arafa era uma das possibilidades. Além dele, o residente geral tinha contactado outros alauítas, como o jalifa (representante do sultão no protetorado espanhol, que residia em Tetuão)
Mulei Haçane ibne Almadi.
Ibne Arafa começou por recusar a oferta, mas em 1953, ante a insistência e por razões que nunca foram esclarecidas, aceitou colaborar na destituição do primo, que foi detido e enviado para o exílio, primeiro na Córsega e depois em Madagáscar, juntamente com o filho mais velho, o futuro Haçane II. Não obstante a recusa de Maomé V em abdicar, mesmo depois de ter sido detido em enviado para o exílio, primeiro na Córsega e depois em Madagáscar, ibne Arafa foi proclamado sultão em 20 de agosto de 1953, um ato que não foi reconhecido no protetorado espanhol. Aparentemente ibne Arafa cumpriu o seu papel timidamente — instalou-se numa ala do palácio real de Rabate, não usando os aposentos privados dos familiares desterrados e em geral a sua presença foi discreta.
O seu curto reinado foi marcado pela violência crescente e radicalização, tanto dos nacionalistas como dos colonos franceses. Os primeiros recusaram reconhecê-lo durante o exílio de Maomé V e, ao contrário do pretendido pelas autoridades francesas, o exílio forçado de Maomé V converteu-o definitivamente num símbolo nacional e multiplicam-se as manifestações e atos de violência, chegando a registar-se casos de histeria coletiva, como quando os habitantes de Rabate acreditaram ver o rosto do sultão exilado desenhado na Lua. Em 11 de setembro de 1953 ibne Arafa escapou a uma tentativa de assassinato por parte de Alal ibne Abedalá. O seu poder foi limitado pela autoridade do residente geral (primeiro Augustin Guillaume e, depois de 1954, Francis Lacoste) e pela influência do poderoso paxá de Marraquexe.
A sua falta de legitimidade e impopularidade junto da população marroquina, o agravamento da violência, em linha com o que se passava na Tunísia e na Argélia, os outros domínios coloniais franceses no Norte de África onde se lutava pela independência, levou as autoridades francesas a ponderar a destituição e o regresso de Maomé V. Em 1955, Gilbert Grandval, recém-nomeado residente geral, encontrou-se com Mohammed el Mokri, grão-vizir dos sultões anteriores, que voou expressamente para Vichy para se encontrar com ele. Nesse encontro, el Mokri fez ver a Grandval que a queda de ibne Arafa a curto prazo era inevitável devido à agitação popular em todo o protetorado e durante as discussões perspetivou-se o retorno de Maomé V ao poder.
Depois de um verão muito agitado, o governo francês decide desembaraçar-se de ibne Arafa e iniciar as negociações que conduziriam à independência de Marrocos. Ibne Arafa negoceia a sua abdicação em troca do recebimento de 30 milhões de francos e em 1 de outubro de 1955 abandona o palácio de Rabatg para se instalar em Tânger, que à época tinha estatuto de "cidade internacional". O regresso triunfal de Maomé V a Marrocos no dia 16 de novembro de 1955, depois dos acordos de La Celle-Saint-Cloud, marcou simultaneamente o fim do reinado efémero do seu primo Maomé ibne Arafa e o início da independência de Marrocos, a qual foi oficializada em 1956 com o fim dos protetorados francês e espanhol.
Sendo considerado um traidor, ibne Arafa continuou a viver em Tângeraté que a cidade foi também ela entregue ao reino marroquino independente.  Foi então para Nice, onde foi sumptuosamente alojado pelas autoridades francesas. Ali recebeu regularmente visitas de antigos colaboradores, familiares e administradores dos bens da família, bem como de estudantes marroquinos que procuravam obter algum apoio económico. No entanto, foi ficando cada vez mais solitário, sobretudo após a morte da esposa (irmã da principal esposa de Maomé V), passando largas horas a ler o Alcorão. Que se saiba, nunca falou com ninguém das circunstâncias que o levaram a colaborar na destituição do seu primo nem depois ao seu desterro. Nunca foi autorizado a voltar a Marrocos.
No fim dos anos 1960 instalou-se em Beirute, mas depois de um assalto em que os bandidos se apoderaram do seu antigo selo real, voltou a Nice, onde viria a morrer em 1976. Alguns anos depois de ter sido sepultado na mesquita de Paris, o rei Haçane II autorizou que o corpo fosse trasladado e discretamente enterrado num pequeno cemitério de Fez, num túmulo muito discreto. Um dos seus filhos continuou proibido de entrar em Marrocos, enquanto que outro, que esteve exilado em Madrid, foi autorizado a regressar, tendo-se instalado em Tânger, na casa onde tinha estado o pai. As filhas e o resto da família aparentemente não foram alvo de qualquer represália nem sequer ostracismo, tendo sido inclusivamente convidadas com frequência pelo primo Haçane II para diversos eventos.
Apesar de oficialmente o seu título como sultão fosse Maomé VI, o estado marroquino não o reconhece como sultão, e esse título é usado pelo rei atual (2015) de Marrocos, filho de Haçane II e neto de Maomé V.